# Труд, Андрей Иванович
Андрей Иванович Труд (20 августа 1921, Ингуло-Каменка, Кременчугская губерния — 27 июля 1999, Сумы) — советский лётчик-истребитель, Герой Советского Союза (1944).

## Биография
Родился 20 августа 1921 года в селе Ингуло-Каменка (ныне Кропивницкого района Кировоградской области) в семье крестьянина. Окончил 7 классов неполной средней школы и Криворожский аэроклуб.
В 1940 году вступил в ряды РККА.

### Великая Отечественная война
В день начала войны сержант А. И. Труд сдал последний экзамен в Качинской военной авиационной школе имени Мясникова и через 2 недели получил направление в 55-й истребительный авиационный полк (будущий 16-й гвардейский авиаполк). На фронте с 27 июля 1941 года. Участник Донбасской и Ростовской оборонительных операций 1941 года. Летал ведомым вместе с В. И. Фадеевым.
Приказом ВС Южного фронта №: 268/н от: 25.05.1942 года сержант Труд, пилот 16-го гвардейского истребительного авиаполка был награждён орденом Красной Звезды за 28 боевых вылетов (из них — на штурмовку), уничтожение переправы и проведение 7 воздушных боёв.
27 июня 1942 года одержал свою первую личную победу, сбив Ме-109 противника.
Член ВКП(б) с 1942 года.
Приказом № 036\н по 4-й ВА от 02.05.1943 года награждён орденом Красного Знамени за 14 боевых вылетов и 5 сбитых самолётов противника.
26 мая 1943 года был сбит и получил ожоги лица и шеи 1-й степени.
Приказом ВС 4 ВА Северо-Кавказского фронта №: 57/н от: 17.06.1943 гвардии лейтенант Труд Андрей Иванович был награждён орденом Отечественной войны 1-й степени за 24 боевых вылета, 16 воздушных боев и 5 сбитых самолётов противника (четыре Ме-109 и один Ю-87).
К сентябрю 1943 года, когда из дивизии ушло его представление к званию Героя, заместитель командира эскадрильи 16-го гвардейского истребительного авиационного полка гвардии лейтенант А. И. Труд выполнил 314 боевых вылетов на МиГ-3, Як-1 и «Аэрокобра», в 71 воздушном бою сбил лично 18 и группе 1 самолёт противника.
Приказом ВС 8-й ВА 4-го Украинского фронта №: 64/н от: 29.12.1943 года заместитель командира эскадрильи 16-го гвардейского авиаполка 9-й Мариупольской гвардейской авиадивизии гвардии лейтенант Труд А. И. награждён вторым орденом Красного Знамени за 122 боевых вылета на самолёте «Аэрокобра», проведение 24-х воздушных боёв и уничтожение лично 4 самолётов противника и одного в группе.
Заместителю командира эскадрильи 16-го гвардейского истребительного авиационного полка 9-й гвардейской истребительной авиационной дивизии 8-й воздушной армии Южного фронта, гвардии старшему лейтенанту Труду Андрею Ивановичу указом Президиума ВС СССР от 13 апреля 1944 года было присвоено звание Героя Советского Союза с вручением ордена Ленина за 314 боевых вылета, 71 воздушный бой и 18 сбитых самолётов противника (13 Ме-109, один Ю-87 и один ФВ-190), уничтожение 39 автомашин, 1 танка, 2 зенитных установок и 160 солдат противника.
С ноября 1944 года — помощник командира полка по воздушно-стрелковой службе.
Приказом ВС 2-й ВА №: 189/н от: 13.05.1945 года гвардии капитан Труд Андрей Иванович был награждён третьим орденом Красного Знамени за 67 боевых вылета, 12 воздушных боёв и 5 сбитых самолётов противника (один Ме 109, два Ю-87 и два ФВ-190).
К концу войны в лётной книжке Андрея Ивановича значилось 25 фашистских самолётов сбитых лично и один в группе. Последнюю победу в воздухе совершил в районе Берлина в апреле 1945 года.

#### Список всех побед гвардии капитана А. И. Труда
| № п / п                                                      | Д а т а       | Сбитые самолёты             | Место воздушного боя (одержанной победы) | Свои самолёты                  |
| 1                                                            | 10.07.1942 г. | 1 Ме-109                    | Золотаревка                              | МиГ-3, Як-1, Р-39 «Аэрокобра». |
| 2                                                            | 13.04.1943 г. | 1 Ме-109                    | юго — зап. Петровское                    | МиГ-3, Як-1, Р-39 «Аэрокобра». |
| 3                                                            | 15.04.1943 г. | 1 Ме-109                    | сев. Крымская                            | МиГ-3, Як-1, Р-39 «Аэрокобра». |
| 4                                                            | 16.04.1943 г. | 1 Ме-109                    | Крымская — Абинская                      | МиГ-3, Як-1, Р-39 «Аэрокобра». |
| 5                                                            | 17.04.1943 г. | 1 Ме-109                    | Мысхако                                  | МиГ-3, Як-1, Р-39 «Аэрокобра». |
| 6                                                            | 20.04.1943 г. | 1 Ме-109                    | Цемесская бухта                          | МиГ-3, Як-1, Р-39 «Аэрокобра». |
| 7                                                            | 21.04.1943 г. | 1 Ме-109                    | Цемесская бухта                          | МиГ-3, Як-1, Р-39 «Аэрокобра». |
| 8                                                            | 23.04.1943 г. | 1 Ме-109                    | зап. Кабардинка                          | МиГ-3, Як-1, Р-39 «Аэрокобра». |
| 9                                                            | 08.05.1943 г. | 1 Ме-109                    | юго — зап. Неберджаевская                | МиГ-3, Як-1, Р-39 «Аэрокобра». |
| 10                                                           | 14.05.1943 г. | 1 Ju-87                     | юго — вост. Нижнебаканская               | МиГ-3, Як-1, Р-39 «Аэрокобра». |
| 11                                                           | 26.05.1943 г. | 1 Ме-109                    | Плавненский                              | МиГ-3, Як-1, Р-39 «Аэрокобра». |
| 12                                                           | 26.05.1943 г. | 1 Ме-109                    | зап. Запорожский                         | МиГ-3, Як-1, Р-39 «Аэрокобра». |
| 13                                                           | 23.07.1943 г. | 1 Ме-109                    | зап. Киевское                            | МиГ-3, Як-1, Р-39 «Аэрокобра». |
| 14                                                           | 16.08.1943 г. | 1 FW-190                    | юго — зап. Студенок                      | МиГ-3, Як-1, Р-39 «Аэрокобра». |
| 15                                                           | 24.08.1943 г. | 1 Ме-109                    | юж. Харьковский                          | МиГ-3, Як-1, Р-39 «Аэрокобра». |
| 16                                                           | 27.08.1943 г. | 1 FW-189 (в группе — 1 / 3) | Петренко                                 | МиГ-3, Як-1, Р-39 «Аэрокобра». |
| 17                                                           | 30.08.1943 г. | 1 Ju-87                     | Щербаковка                               | МиГ-3, Як-1, Р-39 «Аэрокобра». |
| 18                                                           | 21.09.1943 г. | 1 FW-189                    | зап. Большой Токмак                      | МиГ-3, Як-1, Р-39 «Аэрокобра». |
| 19                                                           | 25.09.1943 г. | 1 Не-111                    | Бурчак                                   | МиГ-3, Як-1, Р-39 «Аэрокобра». |
| 20                                                           | 22.10.1943 г. | 1 Ме-109                    | юж. Зелёный Гай                          | МиГ-3, Як-1, Р-39 «Аэрокобра». |
| 21                                                           | 08.12.1943 г. | 1 Ju-87                     | юго — вост. о. Русский                   | МиГ-3, Як-1, Р-39 «Аэрокобра». |
| 22                                                           | 08.12.1943 г. | 1 Ме-109                    | Ново-Михайловка — о. Русский             | МиГ-3, Як-1, Р-39 «Аэрокобра». |
| 23                                                           | 18.12.1943 г. | 1 Ме-110                    | Каранки                                  | МиГ-3, Як-1, Р-39 «Аэрокобра». |
| 24                                                           | 16.07.1944 г. | 1 FW-190                    | зап. Сушно                               | МиГ-3, Як-1, Р-39 «Аэрокобра». |
| 25                                                           | 21.07.1944 г. | 1 Ju-87                     | зап. Верхрата                            | МиГ-3, Як-1, Р-39 «Аэрокобра». |
| 26                                                           | 23.04.1945 г. | 1 FW-190                    | сев. ст. Барут                           | МиГ-3, Як-1, Р-39 «Аэрокобра». |
| Всего сбитых самолётов — 25 + 1; боевых вылетов — более 600. |               |                             |                                          |                                |

### После войны
После войны продолжал служить в ВВС. С 1949 года — майор, помощник командира полка по воздушно-стрелковой службе.
В 1950 году первым из своей части (689 гвардейский полк — бывший 16 гвардейский полк) освоил реактивный истребитель.
С 1955 года — заместитель командира 831-го истребительного авиационного полка. Подполковник.
Окончил Краснознамённую военно-воздушную академию.
В 1956 году награждён орденом Красной Звезды за выслугу лет. С 1962 года — полковник. В 1968 году награждён орденом Трудового Красного Знамени.

### В запасе
С 1972 года начальник службы безопасности полётов авиации Северо-Кавказского военного округа гвардии полковник А. И. Труд — в запасе. Был заместителем председателя областного комитета ДОСААФ в городе Ростове-на-Дону.
Последние годы жил в городе Сумы. В 1985 году награждён юбилейным орденом Отечественной Войны 1-й степени.
Умер 27 июля 1999 года в городе Сумы. Похоронен на Центральном кладбище.

## Награды
- Орден Ленина;
- Почётный знак отличия Президента Украины (1995)[7];
- трижды Орден Красного Знамени;
- дважды Орден Отечественной войны 1-й степени;
- Орден Трудового Красного Знамени;
- дважды Орден Красной Звезды;
- Медаль «За оборону Кавказа»;
- Медаль «За взятие Берлина»;
- Медаль «За освобождение Праги»;
- Медаль «За победу над Германией в Великой Отечественной войне 1941—1945 гг.»;
- Чехословацкий Военный крест (1939).

## Память
- Имя на Стеле Героев в Кривом Роге.

В рамках празднования 60-летия Победы в Великой Отечественной войне по инициативе Ростовского-на-Дону городского совета ветеранов, при поддержке мэра города Ростова-на-Дону управлением культуры была издана серия книг «60-летию Победы посвящается», в которую вошли пять книг, написанных ветеранами Великой Отечественной войны. Одна из книг данной серии — «Звёздные Кобры» рвутся в бой" — принадлежит перу Андрея Ивановича Труда. Данная книга была издана по завещанию писателя. Книга составлена на основе дневников и воспоминаний Андрея Ивановича.